# Обервил ла Кампањ
Обервил ла Кампањ (фр. Auberville-la-Campagne) насеље је и општина у северној Француској у региону Горња Нормандија, у департману Приморска Сена која припада префектури Авр.
По подацима из 2011. године у општини је живело 629 становника, а густина насељености је износила 131,59 становника/km². Општина се простире на површини од 4,78 km². Налази се на средњој надморској висини од 100 метара (максималној 154 m, а минималној 103 m).

## Демографија
| 1962. | 1968. | 1975. | 1982. | 1990. | 1999. | 2011. |
| ----- | ----- | ----- | ----- | ----- | ----- | ----- |
| 281   | 301   | 292   | 401   | 531   | 555   | 629   |

График промене броја становника у току последњих година